# Rosario del Tala
Rosario del Tala —antiguamente «Rosario Tala»— es un municipio distribuido entre los distritos Pueblo 1.º y Pueblo 2.º del departamento Tala (del cual es cabecera) en la provincia de Entre Ríos, República Argentina. El municipio comprende la localidad del mismo nombre y un área rural.
El municipio de Rosario del Tala cuenta con una población de 13 723 habitantes, de los cuales 12 801 viven en la ciudad y el resto en la zona rural, según el censo 2010. En 2001 la ciudad contaba con 12 690 habitantes (Indec, 2001), lo que representaba un crecimiento del 10,06 % frente a los 11 530 habitantes (Indec, 1991) del censo anterior; entre 2001 y 2010 creció un 0,87 %.

## Historia
Los minuánes y charrúas, que para algunos historiadores eran la misma nación, fueron los habitantes originales del área de Rosario del Tala. Ellos habitaban el centro entrerriano y vivían de la caza y la pesca, especialmente en la zona del río Gualeguay. Fueron diezmados por la lucha contra los españoles, o murieron de enfermedades llevadas por los europeos. Desaparecieron como nación, pero muchos sobrevivientes se escondieron en los montes y es por eso que en Rosario del Tala y en diferentes ciudades entrerrianas aún hoy hay descendientes de estas culturas. La Encuesta Complementaria de Pueblos Indígenas (ECPI) 2004-2005, complementaria del Censo Nacional de Población, Hogares y Viviendas 2001, dio como resultado que se reconocen y/o descienden en primera generación de la nación charrúa 676 personas en la provincia de Entre Ríos. 
En 1783 Tomás de Rocamora fundó la villa de Gualeguay, cuya jurisdicción quedó dividida en seis "pagos", entre los cuales se encontraba el "Pozo de la Banda de Tala".
En julio de 1799 un grupo de vecinos solicitó la creación de una viceparroquia, obteniendo el 7 de noviembre del mismo año la autorización para su creación firmada por el virrey Gabriel de Avilés y del Fierro, fecha que se toma como fundación de Rosario del Tala. La capilla recibió el nombre de "Nuestra Señora del Rosario". Los terrenos lindantes a la capilla sirvieron como cementerio.  
En el archivo parroquial se encuentran nombres y apellidos de estos pobladores, en su mayoría españoles, algunos indígenas y esclavos. Según datos históricos existiría una balsa para pasar el río Gualeguay en las proximidades del lugar en donde vivía Cirilo Saldivia, curandero de fama local.
En 1803 se realizó un censo en el pueblo, en el que consta la existencia de 34 familias, con sus hijos y esclavos.
En 1822 se nombró "comandante de Tala" al capitán Blas Martínez.
En 1863 el alcalde de la delegación política de Tala (dependiente de la comandancia de Gualeguay) era Martiniano Leguizamón. La delegación del Tala se elevó por un decreto de Justo José de Urquiza el 7 de julio de 1863 a departamento Tala, abarcando la jurisdicción comprendida: al norte arroyo Raíces, al sur los campos de Pedro Ezeyza y Salvador María del Carril; al este el río Gualeguay y al oeste los límites de departamento Nogoyá. La creación fue sancionada por ley el 25 de febrero de 1864, quedando Rosario del Tala como cabecera departamental.
En julio de 1864 el coronel Agustín Martínez fue elegido diputado por el departamento Tala.
En 1867 se crearon las juntas de fomento en ciudades y pueblos de la provincia. En agosto de ese año se eligieron los miembros de la junta de fomento de Rosario del Tala.
En 1872 con la ley de municipalidades se creó una para Rosario del Tala, y se aprobaron las elecciones de las primeras autoridades en la misma el 20 de diciembre del mismo año, siendo sus titulares Juan Martínez, Gregorio López, Andrés Panizza, José Pallares, Jacobo Gilbert, Agustín Lavarello y Lorenzo Rueda. 
En 1876 llegó a esta localidad el culto evangélico celebrado por Juan Baridón. En 1884 fueron construidos los puentes de hierro sobre el río Gualeguay. En 1885 llegó el Ferrocarril Central Entrerriano, como parte del ramal Paraná - Basavilbaso - Concepción del Uruguay, construyéndose la Estación Rosario del Tala. En 1888 se creó la escuela municipal "Las Colonias" y llegó la primera locomotora del ramal ferroviario Gualeguay – Tala.
En 1889 se renombró la plaza como "Plaza Libertad". En 1900 surgió la banda municipal "La Garibaldi". Con la llegada de inmigrantes de distintas zonas, mayormente de Europa (italianos, alemanes, vascos, gallegos, y polacos), se fue forjando la ciudad.

## Celebridades
- Juan Domingo Bernhardt, aviador y héroe militar argentino, fallecido en combate en la guerra de las Malvinas.
- Teto Medina, presentador de televisión.
- Gurí Martínez, piloto de automovilismo.
- Claudio Rígoli, periodista y presentador de televisión.
- Nicolás Silva, futbolista.
- Ezequiel Arredondo, actor, locutor y periodista.

## Turismo
La ciudad cuenta con el parque balneario "Doctor Delio Panizza". También se encuentra el Museo Municipal y la casa natal de Martiniano Leguizamón. El balneario cuenta con infraestructura para campamentos, junto al río Gualeguay, a 5 km del centro del pueblo. Hay dos playas habilitadas, "Playa Grande" y "Pozo de los Cuatro", con horario de guardavidas, y otra playa lejana "Rincón Hondo", a la que se llega en parte en vehículo y en parte a pie, por un sendero habilitado en el monte.

## Ámbito educativo en Rosario del Tala
Dentro de la planta urbana se ubican las siguientes escuelas primarias públicas de jornada simple.
- Escuela N.º 1 O. Leguizamón - 1.ª categoría
- Escuela N.º 3 Domingo F. Sarmiento - 1.ª categoría
- Escuela N.º 26 Justo J. de Urquiza - (Nina) 2.ª categoría
- Escuela N.º 53 Aeronáutica  Argentina (NINA) - 2.ª categoría
- Escuela N.º 50 Naciones Uunidas J.C.
- Escuela N.º 57 Santa Fe J.C.
- Escuela N.º 112 San Antonio de Padua
- Escuela especial N.º 4 Mayor Eduardo Pastor.

Dentro de la planta urbana se ubican las siguientes escuelas Secundarias públicas.
- Instituto San Antonio de Padua
- Escuela Secundaria N° 9 "José Gervasio Artigas"
- Escuela de Educación Técnica N.º1 "Dr. Osvaldo Magnasco".
- Escuela Secundaria y Superior N.º 1 "Cesáreo Bernaldo de Quirós Artes visuales y Música"
- Escuela Secundaria y superior N.º 4 Dr. Julio Ossola.

Otras.
- Escuela de Suboficiales de la policía de Entre Ríos General Francisco Ramírez

## Despliegue de lasFuerzas Armadas argentinasen Rosario del Tala
| Unidades de la Guarnición Militar Rosario del Tala               | Sigla   |
| ---------------------------------------------------------------- | ------- |
| Grupo de Artillería Blindado 2 «Mariscal Francisco Solano López» | GA Bl 2 |

## Parroquias de la Iglesia católica en Rosario del Tala
| Diócesis   | Gualeguaychú                         |
| ---------- | ------------------------------------ |
| Parroquias | Nuestra Señora del Rosario San Roque |